# 冷泉為任
冷泉 為任（れいぜい ためとう、1914年〈大正3年〉3月4日 - 1986年〈昭和61年〉7月8日）は、日本の歌人。上冷泉家の第24代当主。旧名・西四辻 公順（にしよつつじ きみまさ）。

## 生涯
西四辻公堯の次男として生まれる。同志社大学卒業後、銀行員を経て西日本電線工業協同組合の専務理事をつとめる。
昭和18年（1943年）1月18日に父公堯が薨去し、4月15日に家督を継承したが、ひと月も経たない5月13日に隠居した。
上冷泉家第22代当主冷泉為系長男為臣が嗣子なくして1944年（昭和19年）8月31日に戦死し、昭和21年（1946年）10月18日には為系も薨去した。そこで娘の冷泉布美子に婿入りして上冷泉家を継承し、この時名前も公順から為任に改めた。実家の西四辻家も歌道の家であり、西四辻公業も藤原定家の流れをくむ二条派（三条西家一門）の歌人であった。
冷泉家先代の為臣から家宝の御文庫を引き継いでおり、1980年（昭和55年）には藤原定家自筆日記『明月記』を公開している。また翌1981年（昭和56年）には、財団法人冷泉家時雨亭文庫を設立。これによって、冷泉家に伝わる古文書や典籍の調査研究がはじめられて、貴重な資料が公開されるようになった。

## 系譜
『平成新修旧華族家系大成』下巻, pp. 325–326, 835–836を参照。
- 父：西四辻公堯（1878 - 1943）
- 母：西四辻數子（1884 - 1964） - 薗広憲長女
  - 長兄：西四辻公利（1907 - 1973） - 西四辻子爵家第5代
  - 長姉：川本壽榮子（1909 - ） - 川本邦雄室
    - 甥：川本三郎（1944 - ） - 評論家

  - 次姉：武田彌榮子（1911 - ） - 武田久米彦室
  - 次弟：西四辻公敬（1916 - 1991） - 滋賀プラスチック代表取締役、スケベ椅子の開発者
  - 三弟：西四辻公裕（1919 - ）
  - 四弟：西四辻公敏（1922 - ）
  - 末弟：西四辻公雄（1925 - ）
- 養父：冷泉為系（1881 - 1946）
- 養母：冷泉恭子（1888 - 1970） - 水無瀬忠輔次女
- 妻：冷泉布美子（1916 - 2011） - 為系四女
  - 養子：冷泉為人（1944  - ） - 松尾正雄長男
  - 長女：冷泉貴実子（1947 - ） - 冷泉為人室
  - 次女：野村久実子（1949 - ） - 野村知史室
  - 三女：二条須実子（1951 - ） - 二条基敬室